# یوسف الثنیان
یوسف الثنیان (عربی: یوسف الثُنیان؛ زادهٔ ۱۸ نوامبر ۱۹۶۳) بازیکن سابق فوتبال اهل عربستان سعودی است.
وی در تیم ملی فوتبال عربستان ۹۵ بازی انجام داده است و عضو این تیم در جام جهانی فوتبال ۱۹۹۸ بوده است.